# Elezioni parlamentari in Siria del 1986
Le elezioni parlamentari in Siria del 1986 si tennero il 10-11 febbraio. Esse videro la vittoria del Partito Ba'th, che ottenne 130 seggi su 195.
I deputati del Consiglio del popolo furono eletti tramite un sistema maggioritario con 15 collegi plurinominali.

## Risultati
| Liste                      | Voti | % | Seggi |
| -------------------------- | ---- | - | ----- |
| Partito Ba'th              |      |   | 130   |
| Unione Socialista Araba    |      |   | 9     |
| Partito Comunista Siriano  |      |   | 8     |
| Socialisti Unionisti       |      |   | 8     |
| Movimento Socialista Arabo |      |   | 5     |
| Indipendenti               |      |   | 35    |
| Totale                     |      |   | 195   |